# 鐮子坑口金陵祠
24°13′42″N 120°43′39″E / 24.228284°N 120.727624°E
鐮子坑口金陵祠，是位於臺灣臺中市豐原區鐮村里的土地祠，為具有日式風格的建築。

## 歷史沿革
昔日鐮子坑口有豐沛水源，地理環境佳，吸引富人定居生活，所以有「金谷」的舊稱。台灣日治時期1930年代的皇民化運動、歐洲思想潮流，顯現在村落信仰中心的土地公廟建築風格，在鐮村里該地六座土地祠中，其中位在鐮村路271巷63號對面的金陵祠、鐮村路107巷102弄176號附近的後山腳福德祠，因具有異國風，吸引遊客慕名前來參觀。

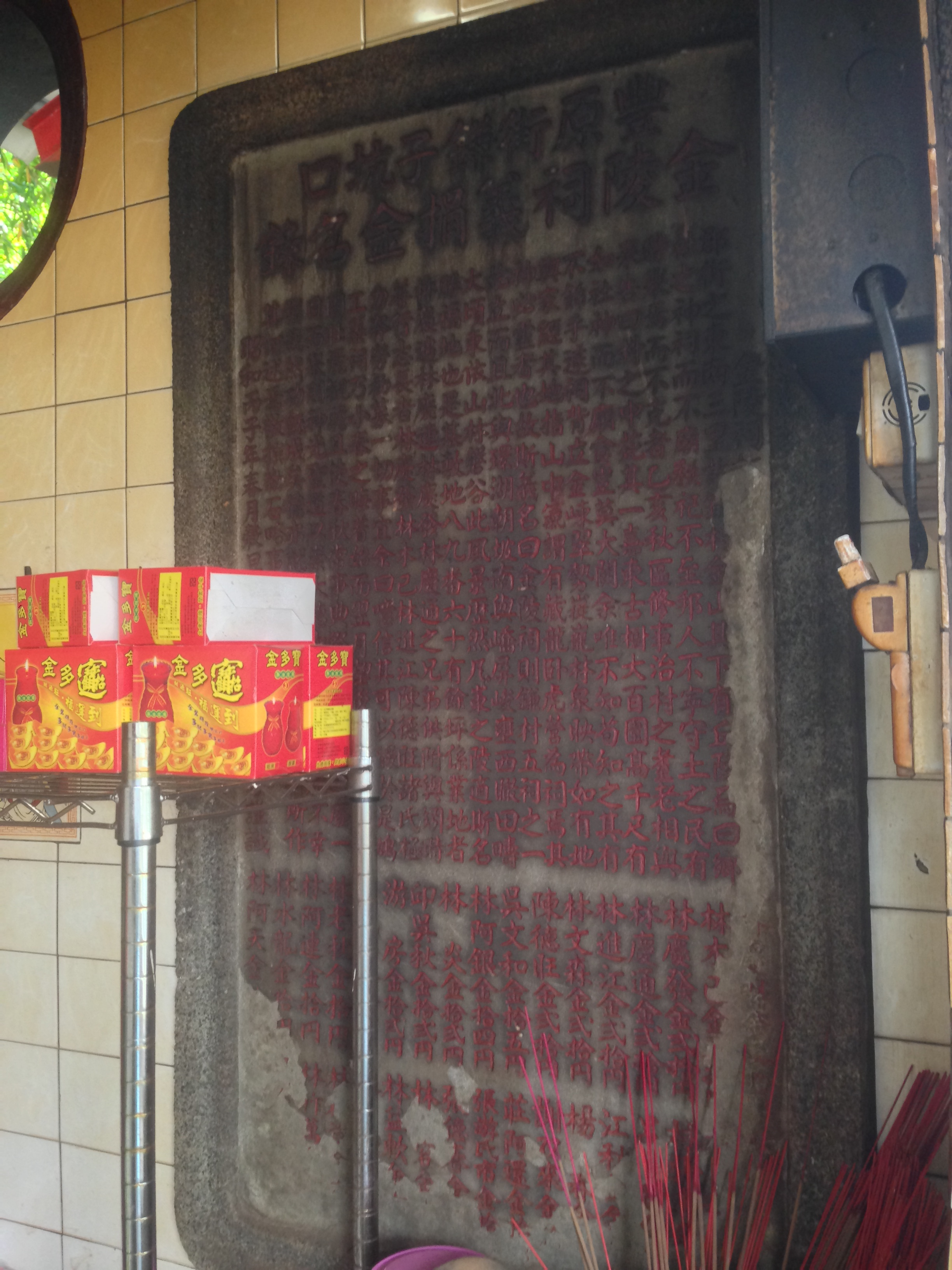
義捐金名錄

1936年建立的金陵祠，其地主為林慶通。他在大正時代被士紳公推以修建豐原慈濟宮。當地的金古祠也是他與曾盛方等人集資擴建完成。
金陵祠擺有日本雪見型的石燈籠。門前有相當罕見結合日式鳥居與中國風格的牌坊，整體為石灰色，造型的牌樓上頭寫著「湖光天遠」。廟身主體上方為五方佛帽造型，拱門則是老鷹形，並刻上楷書、篆書與隸書字體的三幅對聯，別具特色。一旁則立一塊寫「村社神道彰功碑」的石碑，背面有篆書字體的〈福祠頌〉。
金陵祠旁有一棵茄苳樹，據當地老一輩里民表示，清末當地一名大地主在該處設立私塾讓學生在茄苳樹下念書。當地人認為茄苳樹跟金陵祠的土地公一樣守護地方，遂透過里長林清坤向台中縣政府農業局通報申請加入百年珍貴老樹行列。
除當地里長林隆源自願幫忙導遊鐮村里的土地祠外，遊客也可利用名為「農村好讚」的APP來掃描牆面的QR碼以聆聽影音導覽解說。
在日治時代所建立日式風格的臺灣土地祠尚有永靖五福宮。